# Aanval op Delfzijl (1594)
De Aanval op Delfzijl was een aanval vanuit de Spaans overheerste stad Groningen op het Staatse Delfzijl in de Nederlandse provincie Groningen in de nacht van 12 op 13 februari 1594 ten tijde van de Tachtigjarige Oorlog, die door Delfzijl werd afgeslagen.

## Voorgeschiedenis
In aanloop van de Reductie van Groningen woedde er een schansenoorlog in het noorden van het land, de "Schansenkrijg" werd genoemd. In 1591 werd al wel Delfzijl veroverd, de belangrijkste doorvoerhaven van het noorden. Het jaar erop werd Groningen afgesloten van Twente door het veroveren van Steenwijk en Coevorden. Intussen lag Coevorden al sinds begin 1593 onder beleg van Spaanse troepen onder leiding van Verdugo, en deze wilde nog een poging wagen met 1000 soldaten deze stad terug te winnen voor de Spaanse vlag.

## De aanval
In de nacht van 12 op 13 februari 1594 vielen de Groningers onder leiding van Francisco Verdugo Delfzijl aan. Men was in Delfzijl beducht op deze aanval waarop ongeveer twee uur lang felle gevechten volgden. Een Staats oorlogsschip die in de buurt voor anker lag, naderde en schoot de belegerden in Delfzijl te hulp. Met zestien kanonnen werden de Groningers onder vuur genomen waarop zij na zware verliezen de aftocht moesten blazen. Ze sleepten ongeveer vijfendertig sleden beladen met doden en gewonden met zich naar de stad, en moesten zeven doden achterlaten. De belegerden in Delfzijl verloren bij deze aanval een kapitein, een vaandrig, een sergeant, en negen burgers.